# Autrey-le-Vay
Autrey-le-Vay ist eine Gemeinde im französischen Département Haute-Saône und Teil des Kantons Villersexel. Die Einwohnerzahl beträgt 92 Einwohner (1. Januar 2022).

## Geographie
Der Ort liegt in leicht hügeliger Landschaft oberhalb des Flusses Ognon, etwas mehr als drei Kilometer südwestlich von Villersexel. Die D9 von Vesoul nach Héricourt führt am Ort vorbei.

## Geschichte
Die erste Erwähnung der Gemeinde datiert auf das Jahr 1123.

## Bevölkerung
| Jahr                       | 1962 | 1968 | 1975 | 1982 | 1990 | 1999 | 2006 | 2015 |
| Einwohner                  | 68   | 77   | 56   | 70   | 69   | 69   | 59   | 86   |
| Quellen: Cassini und INSEE |      |      |      |      |      |      |      |      |